# Abdou Sara Janha
Abdou Sara Janha (* 1. Juni 1941; † 18. Mai 2025 im Vereinigten Königreich) war ein gambischer Politiker und Verwaltungsbeamter im westafrikanischen Staat Gambia.

## Leben
Janha stammte aus der Volksgruppe der Wolof. Er wurde an der St. Augustine’s  School ausgebildet, bevor er als Lehrer an den Schulen Crab Island und Latrikunda arbeitete (1961–1966) und anschließend die Lincoln University, Pennsylvania (1966–1969) besuchte, wo er einen BA in Politikwissenschaft und Wirtschaftswissenschaften erwarb. Später erwarb er einen MA in öffentlicher Politik und Verwaltung an der University of Wisconsin (1974–1975).
Nach seiner Rückkehr nach Gambia trat er als stellvertretender Sekretär im Ministerium für Finanzen, Handel und Entwicklung (1969–1970) in den öffentlichen Dienst ein und wurde schließlich ständiger Sekretär des Ministeriums für Information und Tourismus (1979–1984). Janha war damals Geschäftsführer des National Investment Board (1984–1988), bevor er im Januar 1989 die Nachfolge von J. A. Langley als Generalsekretär und Leiter des öffentlichen Dienstes (Secretary-General and Head of the Civil Service) antrat. Er blieb bis zum Putsch im Juli 1994 im Amt. Janha wurde 1995 von der Untersuchungskommission für Landverwaltung wegen seiner Landzuteilung und den daraus resultierenden finanziellen Vorteilen scharf kritisiert.
Janha starb 83-jährig im Mai 2025 im Vereinigten Königreich.